# Dąbrowa (gmina, Opole)
Dąbrowa est une gmina rurale du powiat de Opole, Opole, dans le sud-ouest de la Pologne. Son siège est le village de Dąbrowa, qui se situe environ 14 km à l'ouest de la capitale régionale Opole.
La gmina couvre une superficie de 130,84 km2 pour une population de 9 571 habitants.

## Géographie
La gmina inclut les villages de Chróścina, Ciepielowice, Dąbrowa, Karczów, Lipowa, Mechnice, Narok, Prądy, Siedliska, Skarbiszów, Sławice, Sokolniki, Wrzoski, Wyrębiny et Żelazna.
La gmina borde la ville d'Opole et les gminy de Dobrzeń Wielki, Komprachcice, Lewin Brzeski, Niemodlin, Popielów et Tułowice.